# Jona Kese
Jona Kese (hebrejsky: יונה כסה, žil 1907 – 27. června 1985) byl izraelský politik a poslanec Knesetu za stranu Mapaj.

## Biografie
Narodil se ve městě Dobre v tehdejší Ruské říši (dnes Ukrajina). Jeho rodiče zemřeli roku 1921 při hladomoru. Absolvoval židovskou základní školu. V roce 1926 přesídlil do dnešního Izraele. V letech 1933–1936 žil v Kfar Bilu, v roce 1936 se přestěhoval do Kvucat Schiller.

## Politická dráha
V mládí byl aktivní v ilegálním sionistickém hnutí v SSSR, konkrétně v organizací he-Chaluc. V roce 1925 byl zatčen. Po přesídlení do dnešního Izraele se připojil k hnutí ha-Po'el ha-ca'ir. V roce 1932 byl tajemníkem zaměstnanecké rady v Rechovotu. Byl členem vzdělávacího centra odborové centrály Histadrut a regionálního velení jednotek Hagana na jihu země. V letech 1938, 1939–1940 a 1953–1956 působil jako tajemník strany Mapaj.
V izraelském parlamentu zasedl poprvé už po volbách v roce 1949, ve kterých byl kandidátem strany Mapaj. Nastoupil do parlamentního výboru pro procedurální pravidla, výboru House Committee a výboru pro ústavu, právo a spravedlnost. Mandát obhájil za Mapaj ve volbách v roce 1951. Usedl jako člen do výboru pro zahraniční záležitosti a obranu, výboru House Committee a výboru pro ústavu, právo a spravedlnost. Zvolení se dočkal na kandidátce Mapaj i po volbách v roce 1955. Byl členem parlamentního výboru pro zahraniční záležitosti a obranu a výboru House Committee. Za Mapaj uspěl také ve volbách v roce 1959. Byl členem výboru pro zahraniční záležitosti a obranu a výboru pro vzdělávání a kulturu. V parlamentu se objevil i po volbách v roce 1961, kdy kandidoval opět za Mapaj a kdy usedl do výboru pro ústavu, právo a spravedlnost, výboru pro zahraniční záležitosti a obranu a výboru pro vzdělávání a kulturu. V prosinci 1964 rezignoval na členství v Mapaj a po zbytek funkčního období působil v Knesetu jako nezařazený poslanec.